# Cratere Bradbury
Bradbury  è un cratere sulla superficie di Marte.